# Gale Storm
Gale Storm, född 5 april 1922 i Bloomington, Texas, död 27 juni 2009 i Danville, Kalifornien, var en amerikansk skådespelare och sångerska. Storm medverkade i flera filmer, men blev mest känd för TV-serierna My Little Margie och The Gale Storm Show på 1950-talet.
Storm har tilldelats tre stjärnor på Hollywood Walk of Fame, för insatser inom radio, TV och musik.

## Filmografi
- 1947 – Luffar-miljonären på 5:e avenyn
- 1949 – Kriminalreportern
- 1950 – Vilda västerns skräck
- 1950 – Gangsterterror slås ned
- 1950 – Polisbil 13
- 1951 – Texas Kid